# Exoprosopa clarki
Exoprosopa clarki är en tvåvingeart som beskrevs av Charles Howard Curran 1930. Exoprosopa clarki ingår i släktet Exoprosopa och familjen svävflugor.
Artens utbredningsområde är Arizona. Inga underarter finns listade i Catalogue of Life.